# Sveriges herrlandslag i futsal
Sveriges herrlandslag i futsal representerar Sverige i futsal för herrar. Laget styrs av Svenska Fotbollförbundet.
Sverige är rankade på plats 61 i världsrankingen (april 2024).

## Historia
2005 spelades Sveriges första (inofficiella) landskamp då landslaget bjöds in av det asiatiska fotbollsfederationen AFC till Iran för matcher mot Iran och Japan. Matcherna var sanktionerade av Fifa, men då laget spelade utan ledning av Svenska Fotbollförbundet (SvFF) så räknas dessa matcher ej som officiella landskamper. Man spelade även mot Katalonien vid ett senare skede, även denna match utanför ledning av SvFF. Den första officiella landskampen under ledning av SvFF ägde rum den 11 december 2012. Man mötte Frankrike i en träningsmatch vid Lisebergshallen i Göteborg.
2006 år spelades SM-kval i Göteborg som en liga. Sex olika grupper gjorde upp om lika många SM-platser, damer, herrar, F15, F17, P15 och P17. Ligan spelades i Volviahallen. Futsal klassificerades som den enda varianten av inomhusfotboll av SvFF varvid futsallicensen infördes. 2008 startade en liga i Stockholm med enbart renodlade futsalföreningar. Ligan var samtidigt kvalomgång till SM.

## Spelatruppen
Följande spelare var uttagna till en turnering i Slovakien den 10–16 april 2024.
| Nr | Pos. | Namn               | Födelsedatum (ålder) | Matcher | Mål |         | Klubb           |
| -- | ---- | ------------------ | -------------------- | ------- | --- | ------- | --------------- |
| 1  | MV   | Camil Altun        | 28 november 2000     | 2       | 0   | Sverige | Borås AIK       |
| 12 | MV   | Martin Herlin      | 9 september 1994     | 21      | 0   | Italien | Nausicaa Calcio |
| 23 | MV   | Viktor Sääf        | 13 juni 1997         | 31      | 0   | Sverige | Uddevalla FC    |
| 3  |      | Abdoulie Bojang    | 22 juni 1999         | 20      | 0   | Sverige | Borås AIK       |
| 4  |      | Viktor Mossberg    | 16 juli 2002         | 21      | 0   | Sverige | Uddevalla FC    |
| 5  |      | Mattin Atai Najafi | 16 september 1995    | 24      | 7   | Sverige | Borås AIK       |
| 7  |      | Fehim Smajlovic    | 31 oktober 1994      | 63      | 30  | Sverige | Borås AIK       |
| 8  |      | Nima Kadivar       | 23 augusti 1994      | 40      | 13  | Sverige | Skoftebyns IF   |
| 9  |      | Fredrik Söderqvist | 13 mars 1993         | 58      | 27  | Sverige | Uddevalla FC    |
| 10 |      | Petrit Zhubi       | 8 maj 1988           | 63      | 30  | Sverige | Uddevalla FC    |
| 11 |      | Bryan Johansson    | 27 juli 1995         | 3       | 0   | Sverige | Skoftebyns IF   |
| 14 |      | Lavdim Azemi       | 18 augusti 1995      | 5       | 0   | Sverige | Skoftebyns IF   |
| 16 |      | Donat Gashi        | 29 juli 1998         | 28      | 13  | Sverige | Uddevalla FC    |
| 17 |      | Enes Poyraz        | 3 juni 1998          | 18      | 0   | Sverige | Borås AIK       |
| 18 |      | Hampus Furublad    | 28 april 1995        | 19      | 3   | Sverige | Uddevalla FC    |